# سارة درزاوي
سارة درزاوي (31 مارس 1992 ) ممثلة مصرية ولدت في القاهرة.

## حياتها
بدأت مشوارها الفني مع الفنان أشرف عبد الباقي في برنامج جد جداً ثم في تياترو مصر الذي يضم عددا من الشباب الموهوبين ثم انتقلت إلى MBC وتغير الاسم من تياترو مصر إلى مسرح مصر وسارة درزاوي من المعروف عنها انها كانت محجبة ثم خلعت الحجاب في عام 2015 عندما انتقلوا إلى MBC
وهي معيدة بقسم الدراما والنقد المسرحي كلية الآداب جامعة عين شمس وطالبة دراسات عليا.

## أعمالها
- 2010: مسرحية شيزلونج
- 2012: مسرحية اسمع يا عبد السميع
- 2013: مسلسل خلف الله
- 2013: تياترو مصر
- 2015 – 2018: مسرح مصر
- 2019: فيلم إنت إيه
- 2020: ونسني
- 2021: فيلم شاومينج
- 2022: مسرحية حلم جميل

## روابط خارجية
- سارة درزاوي على موقع IMDb (الإنجليزية)
- سارة درزاوي على موقع الدهليز
- سارة درزاوي على موقع قاعدة بيانات الأفلام العربية
- سارة درزاوي على موقع قاعدة بيانات الفيلم (الإنجليزية)